# Primeira Força Imperial Australiana

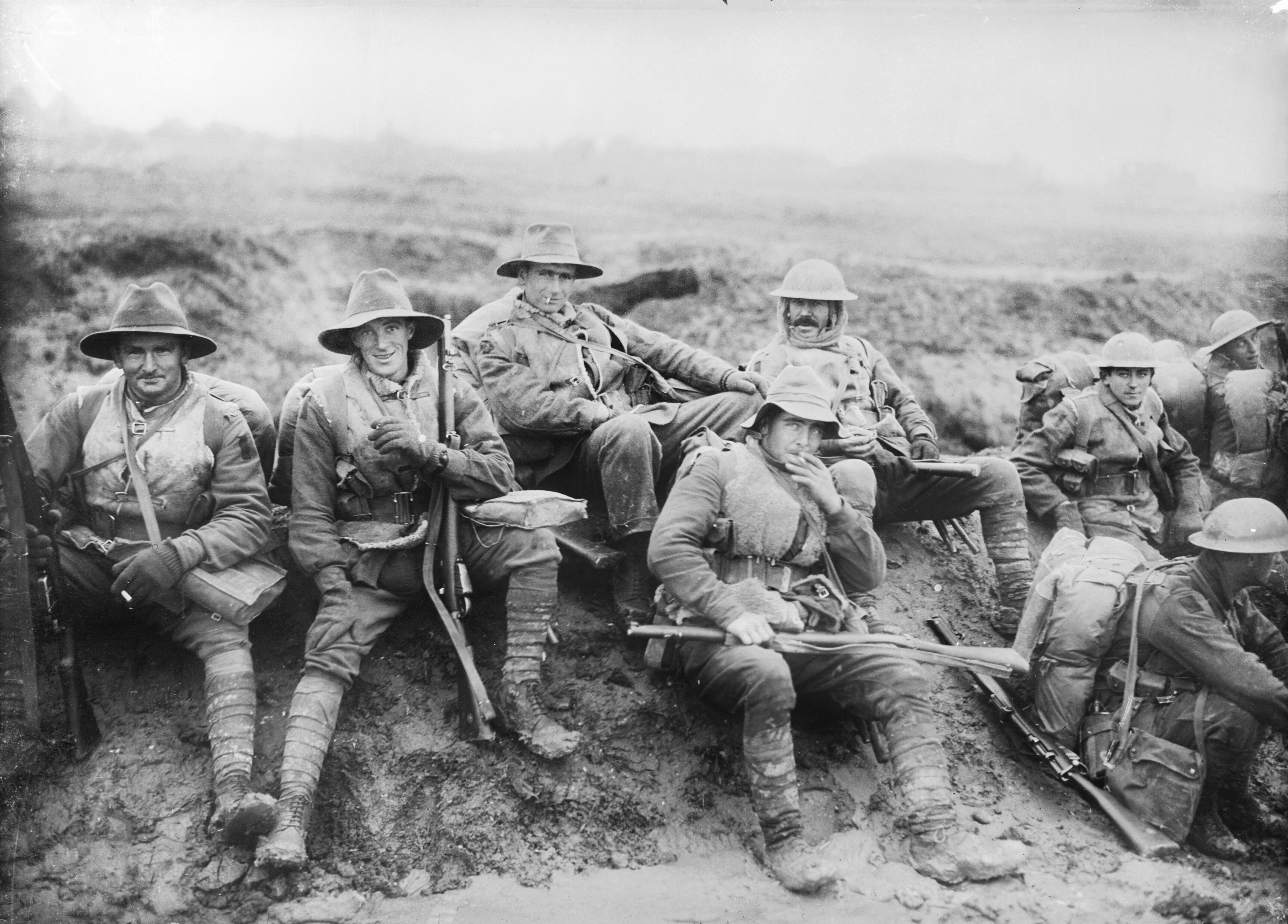
Soldados da Primeira Força Imperial Australiana na França em 1916.

A Primeira Força Imperial Australiana (em inglês: First Australian Imperial Force, cuja sigla é 1st AIF) foi a principal força expedicionária do Exército Australiano durante a Primeira Guerra Mundial. Foi formada em 15 de agosto de 1914, seguindo a declaração da Grã-Bretanha de guerra à Alemanha. Conhecida na época como FIA, esta unidade militar incluiu o primeiro Australian Flying Corps australiano, que foi rebatizado mais tarde de Força Aérea Real Australiana.

## História
Após a declaração de guerra da Grã-Bretanha à Alemanha, inicialmente com uma força de uma divisão de infantaria e uma brigada de cavalos leves. A divisão de infantaria posteriormente lutou em Gallipoli entre abril e dezembro de 1915, sendo reforçada por uma segunda divisão que foi posteriormente elevada, bem como por três brigadas de cavalaria ligeira. Depois de ser evacuada para o Egito, a AIF foi expandida para cinco divisões de infantaria, que foram comprometidas com os combates na França e na Bélgica ao longo da Frente Ocidental em março de 1916. Uma sexta divisão de infantaria foi parcialmente levantada em 1917 no Reino Unido, mas foi desmembrada e usado como reforços após pesadas baixas na Frente Ocidental. Enquanto isso, duas divisões montadas permaneceram no Oriente Médio para lutar contra as forças turcas no Sinai e na Palestina.

Uma força totalmente voluntária, no final da guerra, a AIF ganhou a reputação de ser uma força militar bem treinada e altamente eficaz, desempenhando um papel significativo na vitória final dos Aliados. No entanto, essa reputação teve um alto custo com uma taxa de baixas entre as mais altas de qualquer beligerante para a guerra. A AIF incluía o Australian Flying Corps (AFC), que consistia em quatro esquadrões de combate e quatro de treinamento que foram implantados no Reino Unido, na Frente Ocidental e no Oriente Médio durante a guerra. Após a guerra, a AFC evoluiu para a Força Aérea Real Australiana; o restante da 1ª AIF foi dissolvida entre 1919 e 1921. Após a guerra as conquistas da AIF e seus soldados, conhecidos coloquialmente como " Diggers", tornou-se central para a mitologia nacional da "lenda Anzac". Geralmente conhecido na época como AIF, é hoje referido como o 1º AIF para distingui-lo da Segunda Força Imperial Australiana durante a Segunda Guerra Mundial.